# Meise
Meise è un comune belga di 18 545 abitanti nelle Fiandre (Brabante Fiammingo).